# Honda XL 500 S
La XL 500 S (PD 01) est un modèle de motocyclette du constructeur japonais Honda.
La XL 500 S de Honda a été lancée en 1979 pour concurrencer la Yamaha XT 500.
Contrairement à la Yamaha, la Honda XL 500 S n'a, pour le moment, pas atteint un statut culte.
Techniquement, la Honda était pourtant supérieure à la Yamaha (4 soupapes au lieu de 2, équilibrage de l'arbre, décompression automatique lors du démarrage au kick...).
L'arbre à came en tête est entraîné par chaîne.
Autre particularité de la XL 500 S, une énorme roue de 23 pouces à l'avant (21 pouces sur la Yamaha XT 500), censée mieux "avaler" les bosses, creux et autres cailloux.
La XL 500 S a connu les honneurs du Paris-Dakar aux mains de pilotes courageux dont une 14e place en 1980 aux mains de Daniel René.
À sa sortie, elle n'est disponible qu'en une seule couleur - Tahitian Red dans le catalogue officiel -, agrémentée de filets noir, rouge et jaune. Le cadre, en acier, est peint en noir. C'est le modèle Sz.

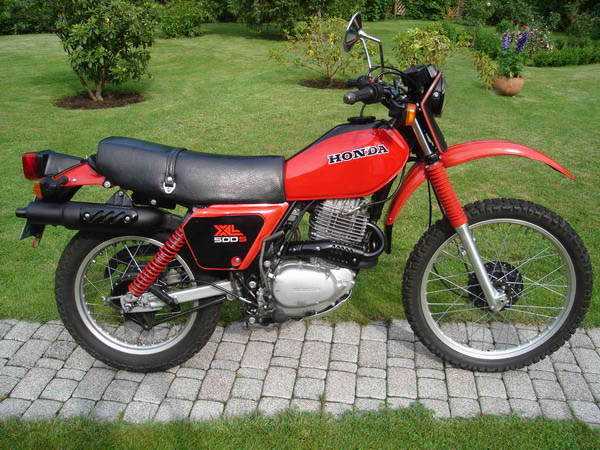
XL 500 Sb

L'année suivante, elle est disponible dans un ton de rouge différent, appelé Helios Red. Les filets deviennent rouge, orange et blanc. Le compteur de vitesse est différent; tandis que le précédent affichait une vitesse maximale de 160 km/h, le nouveau reste à 135 km/h. C'est le modèle Sa.
En 1981, la XL 500 S est disponible en peinture deux tons appelée Monza Red/Black ou en gris métallisé/noir. Le bras oscillant, auparavant de section ronde, adopte une section carrée et il est peint en couleur argent. C'est le modèle Sb.
Quant à la XL 500 R (PD 02), qui a succédé à la XL 500 S en 1982, elle a servi de base pour la conception de la moto futuriste de l'épisode pilote de la série Tonnerre mécanique. La XL  500 R a gagné le Paris Dakar en 1982, pilotée par Cyril Neveu. Sa production a cessé en 1984.